# ماكسيم فيتاليوفيتش ستريخا
ماكسيم فيتاليوفيتش ستريخا (بالأوكرانية: Макси́м Віта́лійович Стрі́ха، بالإنجليزية: Maksym Vitaliyovych Strikha) (مواليد 24 يونيو 1961) هو فيزيائي وكاتب ومترجم وشخصية عامة أوكرانية. كان نائبًا لوزير التعليم والعلوم من عام 2008 إلى 2010، ومن عام 2014 إلى 2019. كان أيضًا رئيسًا للجمعية الفيزيائية الأوكرانية، وعضوًا في الاتحاد الوطني للكتاب في أوكرانيا.

## الحياة المبكرة والتعليم
ولد ماكسيم فيتاليوفيتش ستريخا في 24 يونيو 1961 في كييف لعائلة من العلماء. تلقى تعليمه المبكر في المدرسة الثانوية رقم 58 في كييف. في 1983، تخرج من كلية الفيزياء الإشعاعية والإلكترونيات وأنظمة الكمبيوتر التابعة لجامعة تاراس شفتشينكو الوطنية في كييف. في وقت لاحق، أكمل دراساته للدكتوراه في معهد لاشكارف لفيزياء أشباه الموصلات التابع للأكاديمية الوطنية للعلوم في أوكرانيا.

## المسيرة
عمل ماكسيم فيتاليوفيتش ستريخا كمستشار لإيفان دزيوبا وزير الثقافة وسياسة المعلومات آنذاك. في 1994، أصبح عضوًا في الاتحاد الوطني للكتاب في أوكرانيا (NSPU)، ثم عمل لاحقًا كمنسق لفرعه في كييف. من عام 1995 إلى 2008، ترأس أيضًا مختبر المشكلات المنهجية للسياسة الثقافية في المركز الأوكراني للبحوث الثقافية. في 1997، انضم إلى منظمة القلم الأوكرانية وحصل على درجة الدكتوراه في العلوم الفيزيائية والرياضية في الأول من يناير من ذلك العام، وتخصص في فيزياء أشباه الموصلات والعوازل. في عام 1999، بدأ قيادة البرامج العلمية في معهد السياسة المفتوحة.

## الحياة الشخصية
ماكسيم فيتاليوفيتش ستريخا متزوج من ناتاليا ستراتشينكو، وتشغل منصب باحث أول في معهد تاريخ أوكرانيا. ابنتهم إيروسلافا ستريخا مترجمة وناقدة أدبية وحاصلة على درجة الدكتوراه في الفلسفة من جامعة هارفارد. ماكسيم فيتاليوفيتش ستريخا متعدد اللغات، فهو يتحدث الإنجليزية والإيطالية والبولندية والروسية والفرنسية.

## الجوائز
حصل ماكسيم فيتاليوفيتش ستريخا على الجوائز والأوسمة التالية:
- لاورو دانتيسكو (2013)
- جائزة ماكسيم ريلسكي (2015)
- ضابط وسام السعفات الأكاديمية (2019)
- جائزة هريهوري كوتشور (2021)[10]
- وسام الاستحقاق للجمهورية الإيطالية (2023)
- جائزة إس أي بيكار (2024)